# الطاقة الشمسية في بلغاريا

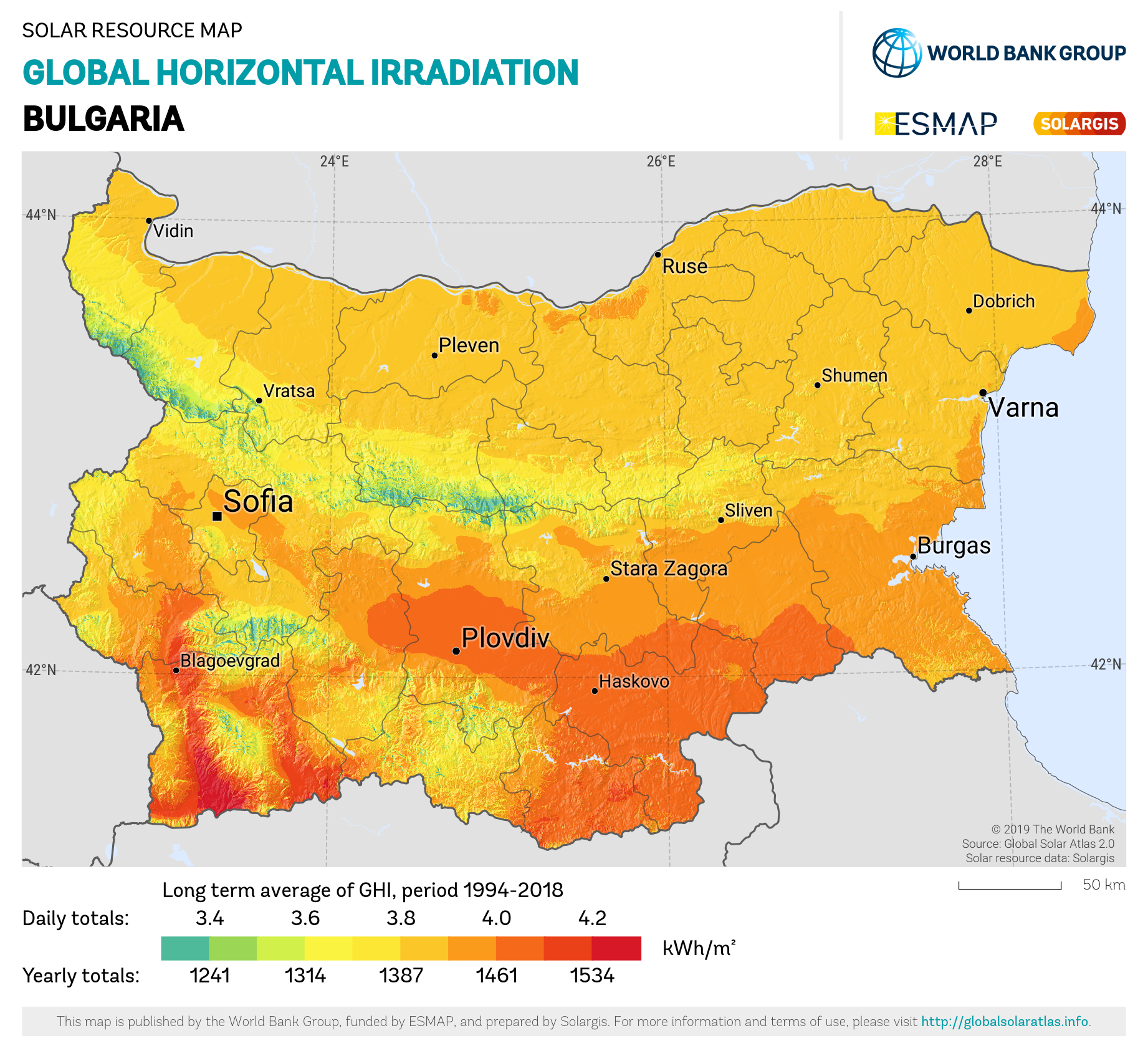
الإشعاع الشمسي في بلغاريا

حازت الطاقة الشمسية في بلغاريا على اهتمام كلا من الحكومة والمستثمرين. ففي عام 2011 تم إضافة 100 ميجاوات للسعة الكلية. من المتوقع أن يكتمل بناء محطة شمسية في زدرافيتز بسعة 16.2 ميجاوات في يونيو 2012. تم الاتفاق على تثبيت تسعيرة الكهرباء لتصبح 0.30 دولار لكل كيلو وات ساعة لمدة 20 سنة.

منذ ذلك الحين، لم يتم إدخال أي زيادات إضافية للشبكة الكهربائية، إلا 12 ميجاوات تم إضافتهم خلال عام 2013 و 2014.

## الإحصائيات
الجدول التالي يوضح نمو الطاقة الشمسية في السنوات القليلة الماضية:
| عام                                                             | الطاقة الشمسية | الطاقة الشمسية  |
| عام                                                             | بالميجاوات     | بالجيجاوات ساعة |
| --------------------------------------------------------------- | -------------- | --------------- |
| 2008                                                            | 1.4            |                 |
| 2009                                                            | 5.7            | 3.3             |
| 2010                                                            | 35             | 15              |
| 2011                                                            | 141            | 120             |
| 2012                                                            | 1,010          | n.a.            |
| 2013                                                            | 1,020          | 1,349           |
| 2014                                                            | 1,022          | 1,245           |
| المصدر: تقرير الوكالة الدولية للطاقة، مؤشر إنتاج الطاقة الشمسية |                |                 |